# リンコスティリス属
リンコスティリス属 Rhynchostylis は、ラン科植物の1群。ヒスイラン属に似て、花は多数を穂状に密につける。洋ランとして栽培され、近縁属との交配も行われている。

## 特徴
常緑の多年生草本で着生植物。全体にヒスイラン属に似ているが、茎は長く伸びず、葉は間を置かずに密接して出る。葉は肉質で硬く、線形で細長く、先端は２つに裂け、左右の先端の大きさは異なる。
花茎は葉腋から出て長く伸び、直立するか弓状に垂れ、その先の方に多数の花を密につける。花は肉厚で香りを持つ。萼片と側花弁は離れて生じ、長楕円から倒卵形で、身弁は蕊柱の基部について単独か少し三裂し、短い距がある。花粉塊は蝋質で2個。花色は白地に赤や紫の斑点が入るものが多い。
学名はギリシャ語で「嘴」を意味する Rhynchos と「柱」(stylos)、あるいは「小さな柱」 (stylis) の合成になるもので、これはタイプ種である R. retusa の蕊柱がくちばし状であることによる。英名は花穂が太い棒状になって垂れる姿からフォックステールオーキッド（狐の尾のラン）という。

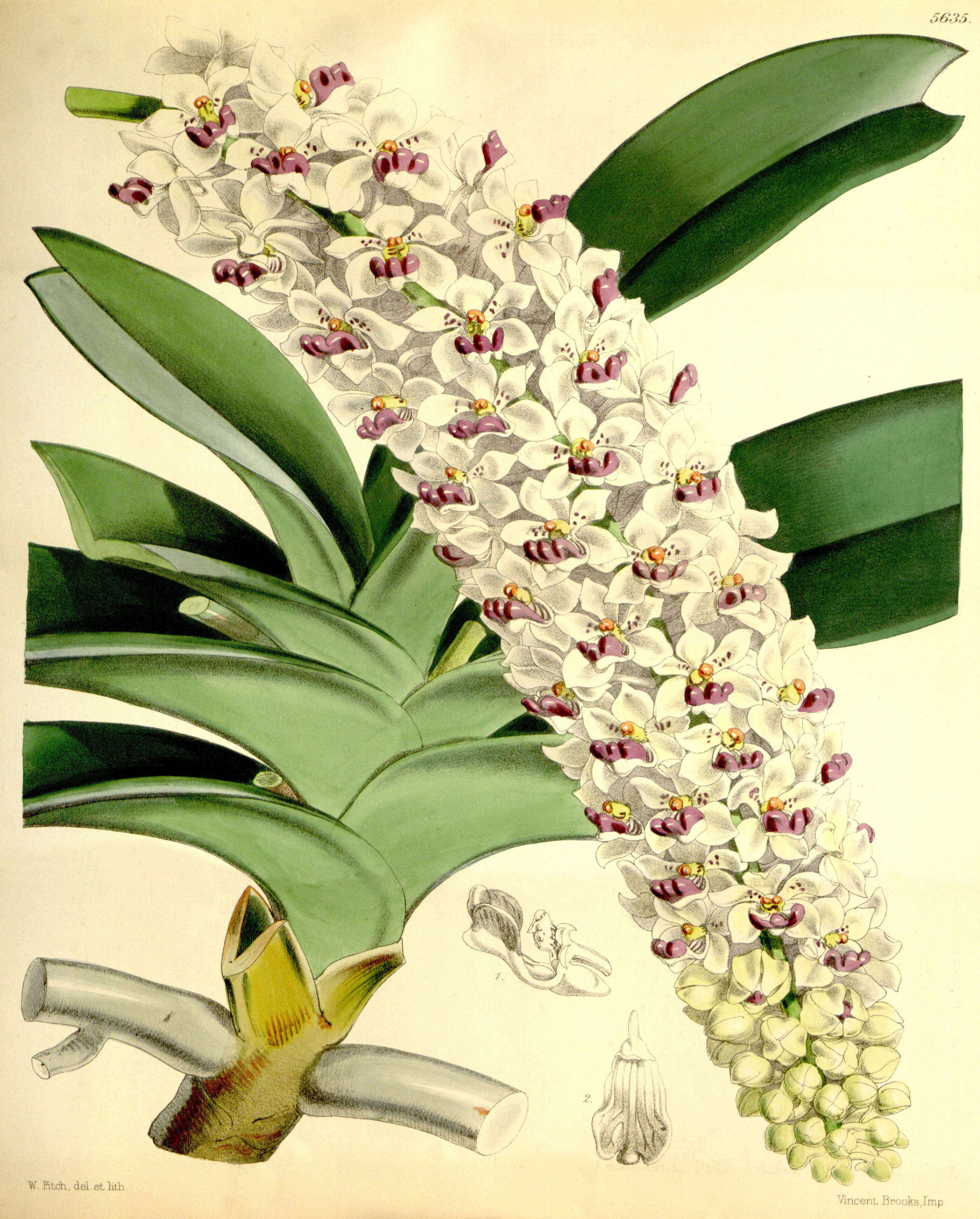
R. gigantea：図版
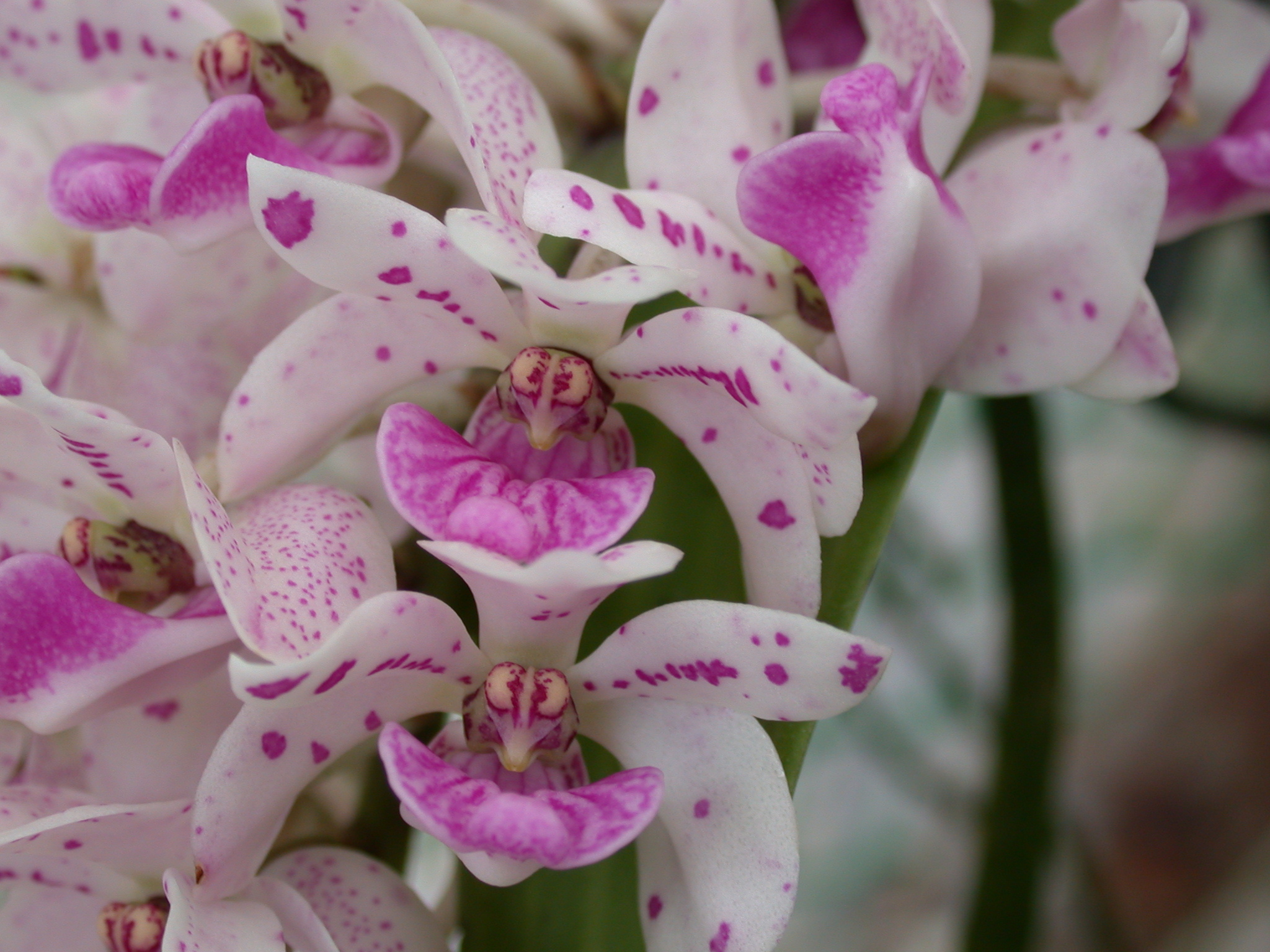
同・花の拡大

## 分布
インドからマレー半島、インドネシアとフィリピンにかけて、4種が分布している。樹上に着生する。

## 下位分類
以下の種が知られる。
- Rhynchostylis
  - R. coelestis：タイ
  - R. gigantea：インド・タイ
  - R. retusa：インドからフィリピンまでに広く分布
  - R. violacea：フィリピン

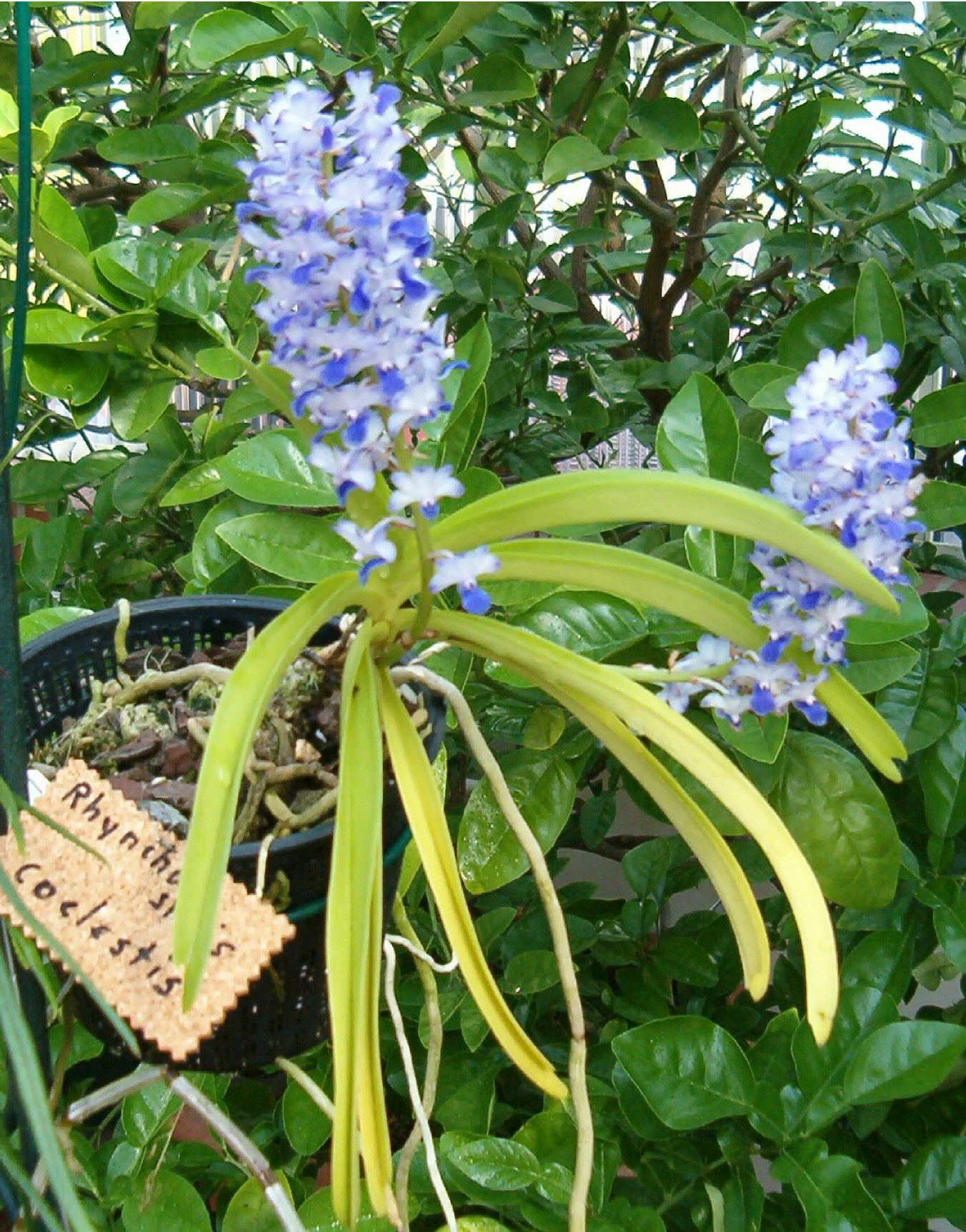
R. coelestis
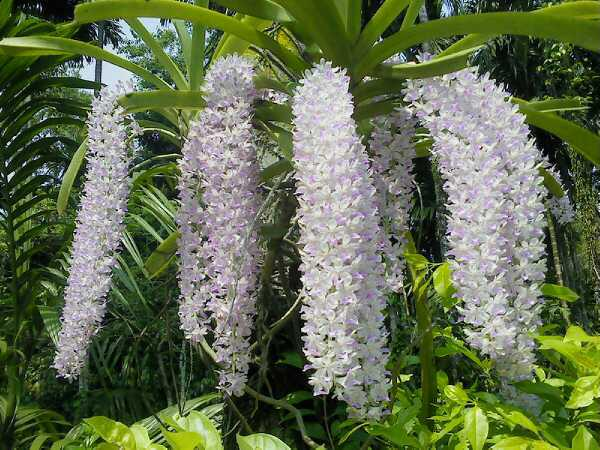
R. gigantea
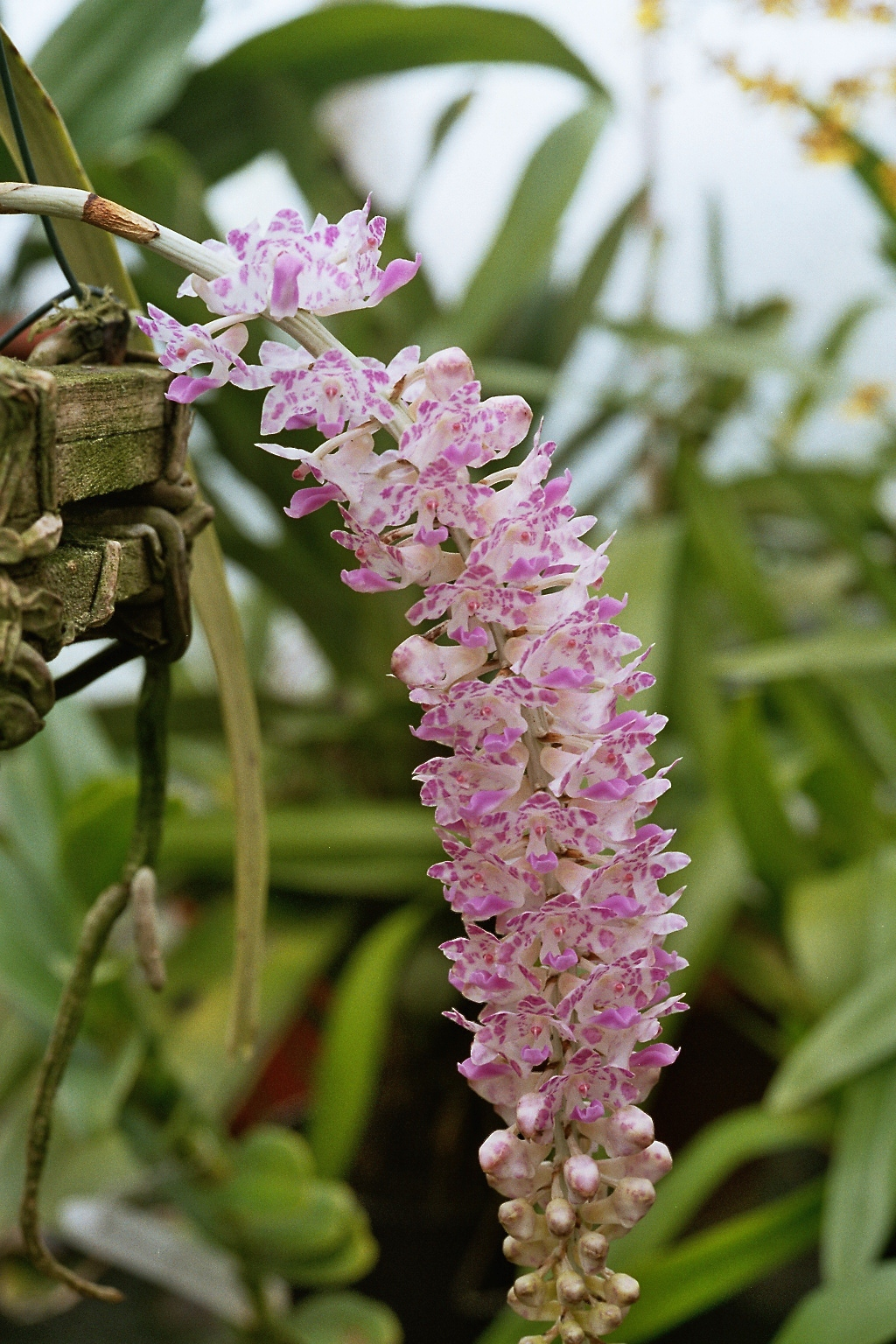
R. retusa

## 利用
洋ランとして栽培される。略称は Rhy. である。個々の花は大きくないが、多数が集まって咲くので目を引き、また香りもよい。ただし一般の花屋で見かけるほどには普及していない。性質はヒスイラン属に近く、やはり根の通気を求めるため、バスケットで栽培する。更により湿度と通気を求める性質が強い。
原種も栽培されるが、交配も行われている。また、近縁属との属間交配も行われており、以下のような人工属がある。特にリンコバンダはバンダ系の属間交配ものでアスコケンダ（Ascocenda：ヒスイラン属とアスコケントラム Ascocentrum　の交配）に次いで人気が高い。
- ×Renanstylis　レナンスティリス：×レナンテラ属 Renanthera
- ×Rhynchonopsis リンコノプシス：×コチョウラン属
- ×Rhyncovanda　リンコバンダ：×ヒスイラン属
- ×Vascostylis　バスコスティリス：×アスコセントラム Ascocentrum ×ヒスイラン属

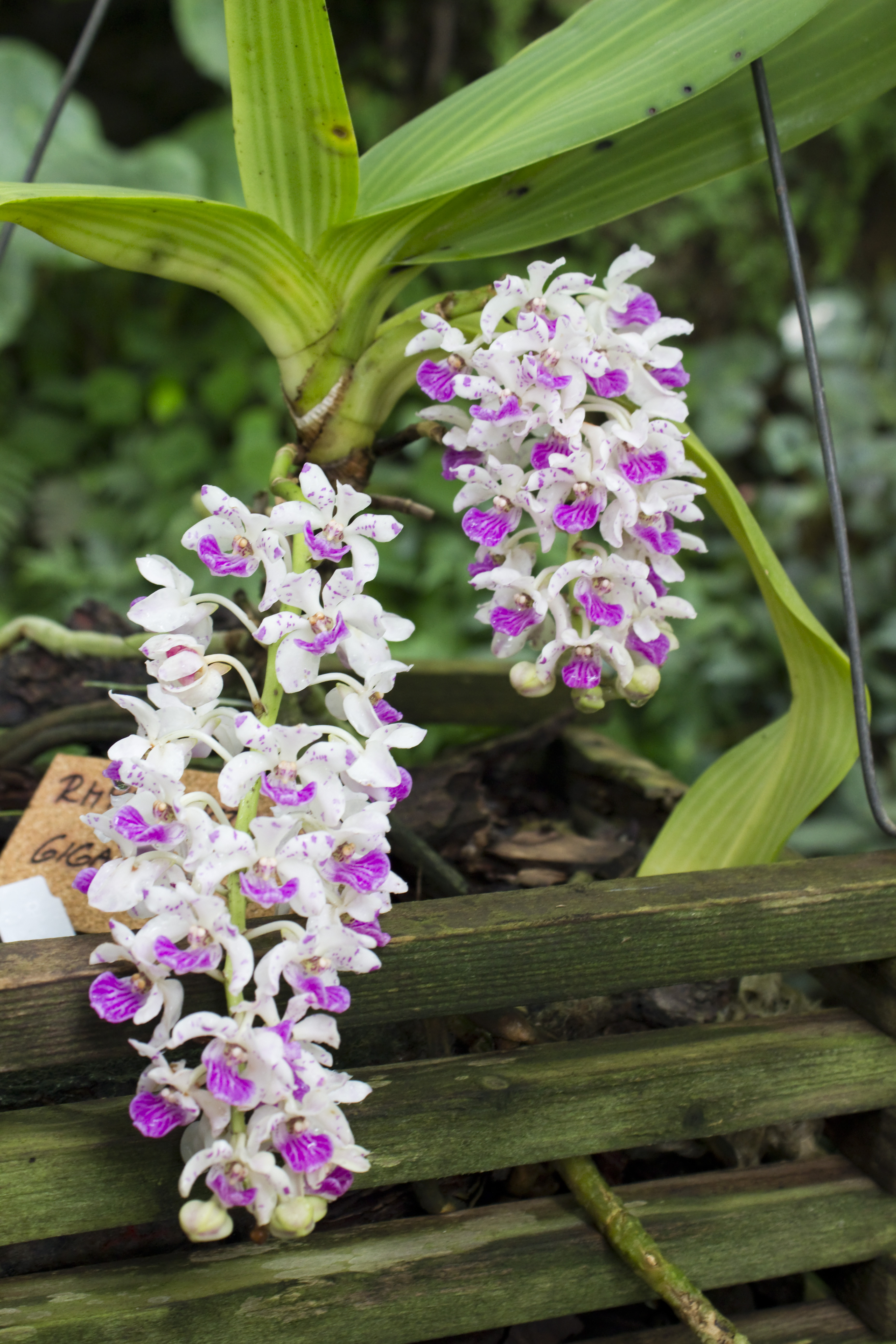
R. gigantea：根本にバスケットが見える
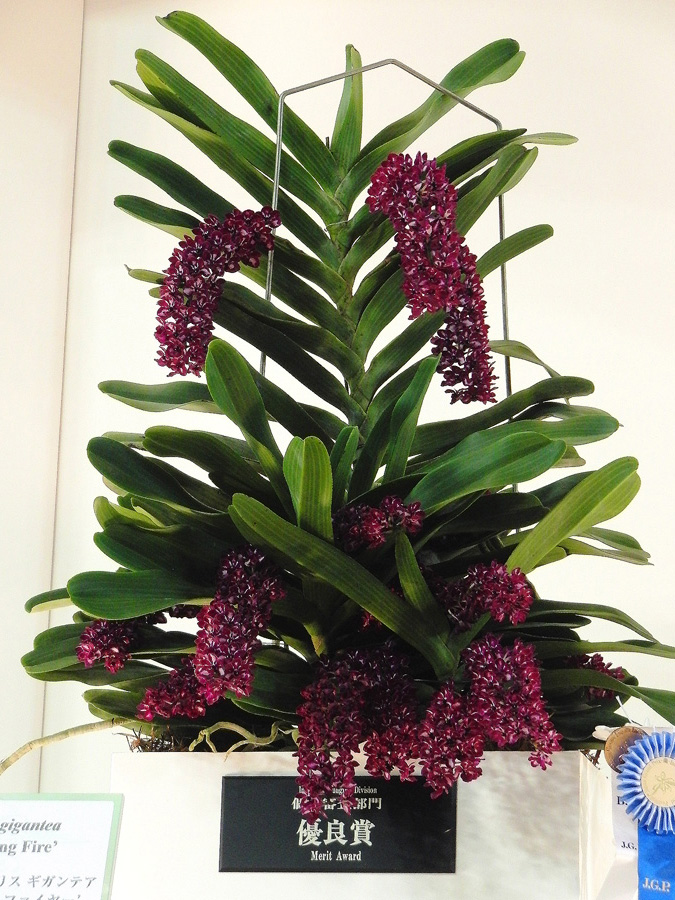
同・ラン展に出品された大鉢